# Palma (districte de Santa Maria)
Palma és un dels deu districtes en què es divideix la ciutat de Santa Maria, a l'estat brasiler de Rio Grande do Sul. Limita amb els districtes Arroio do Só, Arroio Grande, Pains, Sede, i, amb els municipis de Restinga Seca i Silveira Martins.'

## Barris
El districte es divideix en les següents barris:
1. Palma